# Aeroportul Ji-Parana
Aeroportul Ji-Parana (IATA: JPR, ICAO: SWJI) este un aeroport din Rondônia, Brazilia ce deservește zona Ji-Paraná. Aeroportul a fost tranzitat în 2010 de 27.662 de pasageri.
Situat la o altitudine de 181,05 m, aeroportul dispune de 1 pistă.

## Infrastructură

### Piste
Aeroportul dispune de o singură pistă. Pista 11/29 are suprafața de pietriș și dimensiunile 1.200 m × 18 m. 